# Микульчик Павло Антонович
Павло Антонович Микульчик (16 вересня 1975, м. Мінськ, СРСР) — білоруський хокеїст, захисник.  
Вихованець хокейної школи «Юність» (Мінськ). Виступав за «Тівалі» (Мінськ), «Такома Сейберкетс», «Лас-Вегас Тандер», «Бейкерсфілд Кондорс», «Юність» (Мінськ), «Динамо» (Мінськ), «Хімволокно» (Могильов), ХК «Брест», «Беркут» (Київ).
У складі національної збірної Білорусі провів 18 матчів (1+0).
Протягом сезону 2020-2021 років працював головним тренером ХК «Краматорськ». З 6 квітня 2021 року — в.о. головного тренера ХК «Донбас»
Досягнення
- Бронзовий призер чемпіонату України (2012).